# نهر أدار
نهر أدار (أو خور أدار)، وتعرفه قبيلة دينكا باسم يال, هو أحد أفرع النيل الأبيض في ولاية أعالي النيل في جنوب السودان. ينبع من منطقة ماتشار مارشيز في اتجاه الشمال الغربي وينتهي في النيل الأبيض بالقرب من قرية ميلوت